# Gora Nadkarovaja
Gora Nadkarovaja är ett berg i Antarktis. Det ligger i Östantarktis. Australien gör anspråk på området. Toppen på Gora Nadkarovaja är 564 meter över havet.
Terrängen runt Gora Nadkarovaja är kuperad västerut, men österut är den platt. Trakten är obefolkad. Det finns inga samhällen i närheten.